# Gabriele del Monte
Gabriele del Monte (... – 25 febbraio 1597) è stato un vescovo cattolico italiano.

## Biografia
Nacque da una famiglia aretina, imparentata con i Ciocchi del Monte.
Il 19 novembre 1554 papa Giulio III lo nominò vescovo di Jesi e succedette allo zio Pietro.
Durante il suo episcopato attraversò la fase dell'attuazione dei decreti emanati dal Concilio di Trento. Diede inoltre forma definitiva all'archivio diocesano locale e commissionò lavori di rifacimento al palazzo vescovile jesino.
Morì nel 1597.

## Successione apostolica
La successione apostolica è:
- Cardinale Filippo Sega (1575)
- Vescovo Niccolò d'Aragona (1578)